# Agustín Gormaz Velasco
Agustín Gormaz Velasco O.S.A, también conocido como Agustín de la Coruña (Coruña del Conde, España, ca. 1507-Popayán, Nuevo Reino de Granada, 1589) fue un agustino español, relacionado con la colonización y evangelización del Nuevo Mundo. Fue el segundo obispo de Popayán.

## Biografía
Nació en la localidad burgalesa de Coruña del Conde, antigua ciudad romana de nombre Clunia, hacia el año de 1507. Fue hijo de Hernando o Fernando Gormaz y Catalina de Velasco. Tomó el hábito en el convento San Agustín de Salamanca el 24 de junio de 1524, en manos del prior Santo Tomás de Villanueva.  Estudió Teología durante su estancia en Salamanca, en cuya Universidad conoció a fray Toribio de Mogrovejo y a Ignacio de Loyola. Ordenado sacerdote se alistó en la primera misión de los Padres Agustinos hacia la Nueva España en 1533, bajo la presidencia de Francisco de la Cruz (+ 1536).
Llegado a la ciudad de México el 7 de julio de 1533, enseguida aprendió el náhuatl, idioma de los nativos americanos. Realizó su labor de misionero en diferentes lugares de la América Española, ocupando cargos como catedrático de Prima o prior de varios conventos, como el convento agustino de México (1551-1554). En 1560 fue nombrado vicario provincial de Nueva España. Comisionado por Felipe II visitó el virreinato de Perú, donde fue defensor a ultranza de los indios frente a los abusos y opresiones que sufrían por parte de los colonizadores, ganándose desde ese momento la enemistad del gobernador don Álvaro de Mendoza. Con el fin de abogar por la suerte de los indígenas, viaja a España con los Provinciales de otras órdenes en 1562. Tras su llegada a Sevilla recibió el nombramiento de obispo de Popayán, (22 de noviembre de 1562), siendo preconizado por el papa Pío IV el primero de marzo de 1564, diócesis de la que tomará posesión en 1566.
Ya en su sede episcopal, fray Agustín vivió siempre en la práctica de las virtudes más austeras, manteniéndose de limosnas todo el tiempo que duró su obispado. Cabe destacar que en 1572 ejerció como abogado del inca Túpac Amaru ante Felipe II para evitar que fuera ejecutado. Al no conseguir que le fuera conmutada la pena, convirtió al reo al catolicismo antes de su ejecución. Su amor por los indios y su continua crítica sobre cómo se estaba llevando a cabo la conquista española de América le valieron el destierro en dos ocasiones. La primera de ellas en Lima, Perú, y luego en Quito, provincia de Quito (actual Ecuador). Finalmente fue rehabilitado a su diócesis de Popayán por intervención directa de Felipe II. Allí fallecería  este «Padre de los indios», el 25 de noviembre de 1589.
Sus restos fueron trasladados primero a la catedral de Tunja y, más tarde, en 1786, a la iglesia de La Encarnación, donde reposan todavía. En el acta de traslado se consigna que, abierto el sepulcro para sacar los restos, se halló una caja de piedra y dentro de ella otra de plomo, con esta inscripción «Señor Coruña». La caja de plomo contenía sólo polvo y algunos pedazos de los huesos más grandes. Estas pocas reliquias fueron trasladadas con solemnidad a la iglesia del monasterio, donde se celebraron las honras y el padre Jerónimo de Roa, religioso de San Camilo, predicó la oración. Enseguida se depositó la caja con los restos en el presbiterio.

## Legado
A pesar de disfrutar de una buena renta como obispo dedicó ésta a realizar obras benéficas y de fomento de la educación, viviendo él mismo de limosnas. Su legado se resume en numerosas obras, como la iglesia de San Martín en su localidad natal burgalesa, cuya construcción financió, o la erección tras su muerte del monasterio de monjas de La Encarnación (1591), primer centro de enseñanza para la mujer en Colombia.
Fray Agustín escribió la Relación de la conquista de las provincias de Chilapa y Tlapa, en México, y es autor de varias cartas y memoriales, así como de las Constituciones para las religiosas agustinas de Popayán (Génova, 1693; Lima 1756).
Se le atribuyen varios milagros, por lo que fue nombrado venerable. Desde 1995 está en proceso de beatificación por parte de la Santa Sede.